# Menomblet
Menomblet är en kommun i departementet Vendée i regionen Pays de la Loire i västra Frankrike. Kommunen ligger i kantonen La Châtaigneraie som tillhör arrondissementet Fontenay-le-Comte. År 2022 hade Menomblet 681 invånare.

## Befolkningsutveckling
Antalet invånare i kommunen Menomblet
| Referens: INSEE |